# Ахмад Кадыр-хан
Ахмад Кадыр-хан (ум. 1209) — 5-й каган Восточно-Караханидского ханства в Узгене в 1182—1209 годах.
Сведений о нём очень мало. В 1182 году воспользовался сложностями кагана Мухаммеда, свергнув его. В том же году он сумел достичь независимости от Ибрахим IV, кагана Западно-Караханидского ханства.
Долгое время сохранял верность гурхану Елюй Чжулху и вместе с тем боролся с Юсуф II Тамгач-ханом, каганом Восточно-Караханидского ханства в Кашгаре.
1209 поражения каракитаев заставили Ахмад Кадыр-хана признать превосходство хорезмшаха Мухаммеда ІІ. Помог тому в битве на Иламысской равнине нанести поражение Елюй Чжулху. Умер Ахмад в том же году. Ему наследовал сын Махмуд Арслан-хан.